# Old Right
Old Right – ruch konserwatywny w Stanach Zjednoczonych sprzeciwiający się zarówno Nowemu Ładowi, jak i przystąpieniu Stanów Zjednoczonych do II wojny światowej. Wielu członków ruchu związanych było z Partią Republikańską, na czele której w latach międzywojennych stał Robert Taft, choć ze środowiskiem tym identyfikowali się również niektórzy Demokraci.
Miano Old Right (Stara Prawica) miało podkreślać odmienność ich poglądów względem ich następców zwanych New Right (Nowa Prawica), ludzi takich jak Barry Goldwater, który opowiadał się za interwencjonistyczną polityką zagraniczną oraz walką ze światowym komunizmem.
Wielu członków Old Right propagowało idee leseferyzmu i liberalizmu klasycznego. Niektórzy byli proprzedsiębiorczymi konserwatystami, inni byli byłymi lewicowymi radykałami, którzy gwałtownie zmienili poglądy na prawicowe, jak John Dos Passos, a jeszcze inni, jak grupa Southern Agrarians, byli marzycielami pragnącymi odbudować premodernistyczne społeczności komunalne.

## Poglądy
Stara Prawica powstała jako sprzeciw wobec polityki Nowego Ładu prowadzonej przez Franklina D. Roosevelta. W 1937 r. doszło do powstania Koalicji Konserwatystów, która kontrolowała Kongres do 1964 r. Jej członkowie sprzeciwiali się przystąpieniu Stanów Zjednoczonych do II wojny światowej, a następnie przeciwko zaangażowaniu sił NATO w wojnie koreańskiej. Ruch sprzeciwiający się Nowemu Ładowi składał się z wielu pomniejszych grup:
- indywidualiści intelektualni i libertarianie, w tym H.L. Mencken, Albert Jay Nock, Rose Wilder Lane, Garet Garrett, Raymond Moley i Walter Lippmann,
- leseferystyczni liberałowie, szczególnie następcy Burbonowych Demokratów jak Albert Richie i senator James A. Reed,
- proprzedsiębiorczy i antyzwiązkowi republikanie, jak Robert Taft,
- konserwatywni demokraci z południa kraju, jak Josiah Bailey i Harry F. Byrd,
- proprzedsiębiorczy demokraci, tacy jak Al Smith i założyciele Amerykańskiej Ligi Wolności,
- wpływowi magnacie medialni, jak William Randolph Hearst i Robert R. McCormick,
- osoby popierające Roosevelta w czasie wyborów w 1932 r., jak ojciec Charles Coughlin.

Zdaniem Jeffa Riggenbacha niektórzy członkowie Starej Prawicy byli w rzeczywistości klasycznymi liberałami i „szanowanymi członkami „lewicy” przed 1933 r. Mimo to, bez naruszenia podstaw swoich poglądów, w ciągu dekady stali się typowymi przedstawicielami politycznej „prawicy”.

## Dziedzictwo
Paleokonserwatyści i paleolibertarianie często postrzegani są jako współcześni kontynuatorzy idei reprezentowanych przez członków Starej Prawicy. Z dziedzictwem Starej Prawicy identyfikowany jest również Ron Paul.